# Robert Hackman
Robert Hackman (ur. 1 stycznia 1941 w Cape Coast, zm. 22 marca 2018) – ghański lekkoatleta, długodystansowiec.
Podczas igrzysk olimpijskich w Monachium (1972) z czasem 8:57,6 zajął 12. miejsce w biegu eliminacyjnym na 3000 metrów z przeszkodami i nie awansował do finału.

## Rekordy życiowe
- Bieg na 5000 metrów – 14:09,0 (1974) rekord Ghany[2]
- Bieg na 3000 metrów z przeszkodami – 8:57,54 (1972) rekord Ghany[3]